# Distretto di Wa Est
Il distretto di Wa Est (ufficialmente Wa East District, in inglese) è un distretto della Regione Occidentale Superiore del Ghana.